# Joachim Ludwig Schultheiß von Unfried
Joachim Ludwig Schultheiß von Unfried (czasem określany jako Joachim Ludwig Schultheiß von Unfriedt, ur. 1680 w Neuruppinie, zm. 10 czerwca 1753 w Königsbergu) – niemiecki architekt późnobarokowy i inżynier, związany z Królewcem.

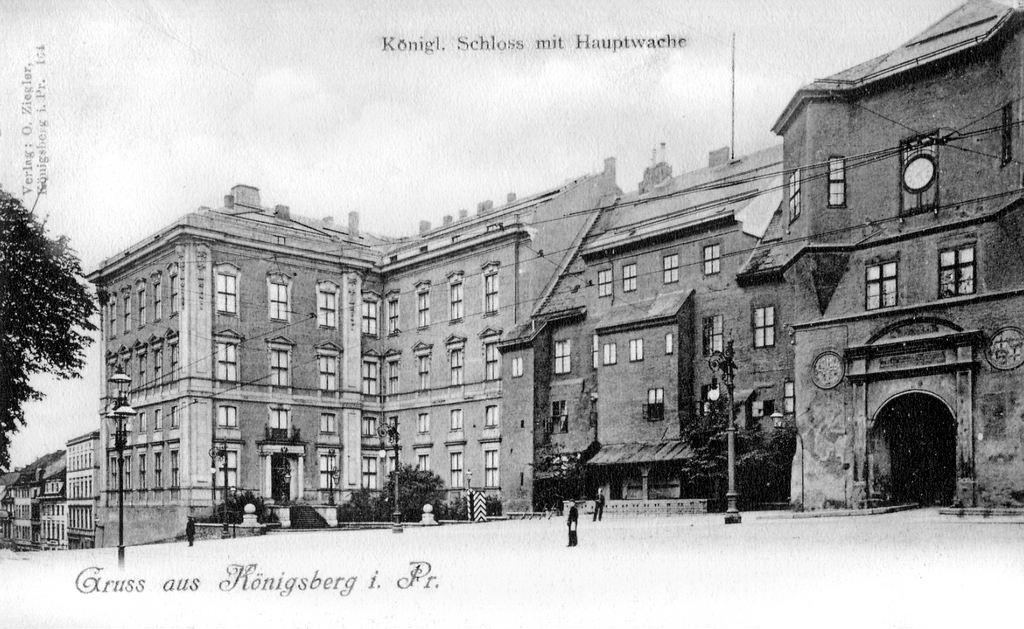
Zamek w Królewcu od wschodu, po lewej "Unfriedtbau" (niezachowany)

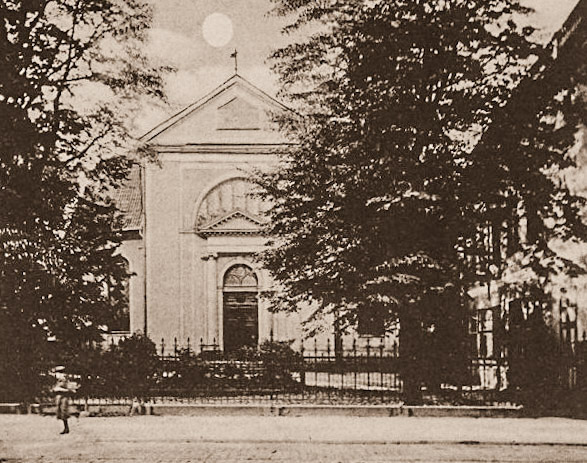
Kościół francuski w Królewcu (niezachowany)

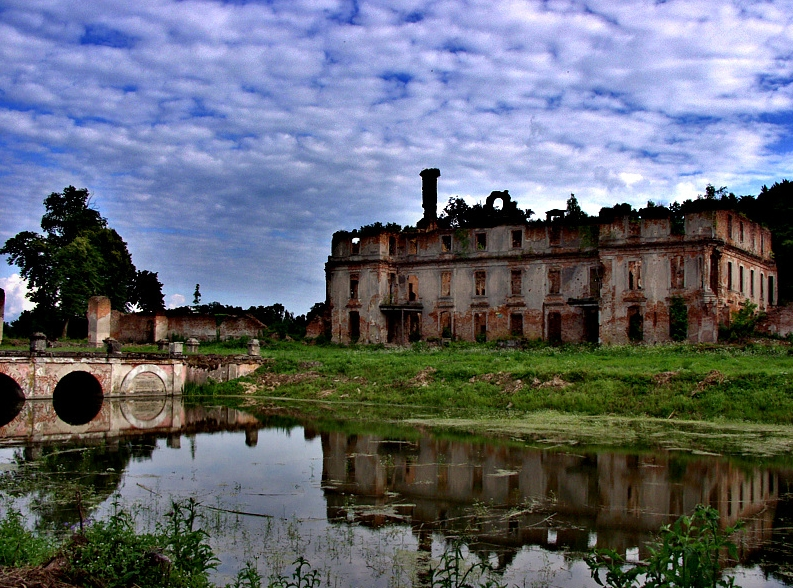
ruiny Pałacu w Słobitach

## Życiorys
Pochodził z rodziny wywodzącej się ze Śląska. W latach 1698–1700 odbył podróże szkoleniowe do Francji i Włoch. Od 1702 na stanowisku budowniczego do spraw nadzoru budowlanego w Królewcu i okolicach, od 1705 dyrektor budowlany, od 1721 naczelny dyrektor budowlany. Jego głównym dziełem było wschodnie skrzydło zamku królewskiego, które jednak zostało zrealizowane tylko częściowo (niezachowane). 1704–1710 prowadził przebudowę kościoła zamkowego.  W latach 1705–1709 uczestniczył w przebudowie pałacu Dohnów w Słobitach oraz kilku myśliwskich pałaców królewskich w okolicach Królewca – Friedrichshof (przebudowany), Friedrichsberg, Grünhof. Ponadto w Królewcu wzniósł sierociniec królewski na Sackheim (1702–1705, przebudowany) i francuski kościół ewangelicko-reformowany na Neue Sorge (niezachowany), kościół w Tragheim (zniszczony), zaprojektował niezrealizowany kościół garnizonowy, wzniósł koszary. Na prowincji m.in. dokonał przebudowy  i modernizacji miast: Tapiawa, Ragneta, Stołupiany, Gąbin (tu również kościół reformowany), Darkiejmy, Biała Piska, 1733 prowadził odbudowę Działdowa po pożarze, zbudował arsenał w Piławie. Przypisuje mu się projekt kaplicy rodu Groebbenów przy kościele w Łabędniku (ok. 1730) i rozbudowę niezachowanego kościoła w Ottenhagen (dziś Berezowka, obwód królewiecki).